# Boeing T-7 Red Hawk
Il Boeing T-7 Red Hawk è un aereo da addestramento monomotore a getto con capacità supersonica sviluppato dall'azienda statunitense Boeing in collaborazione con la svedese Saab a partire dal 2013.
Originariamente noto come Boeing TX, è stato selezionato il 27 settembre 2018 dall'USAF come vincitore del programma Advanced Pilot Training System (TX) in sostituzione del Northrop T-38 Talon.

## Storia del progetto
L’Air Education and Training Command (AETC) dell'USAF, a partire dal 2003 iniziò a sviluppare i requisiti per la sostituzione del Northrop T-38 Talon.
Inizialmente, fu previsto che l'ingresso in servizio dell'addestratore dovesse avvenire nel 2020, ma l'ennesimo incidente che coinvolse un T-38C nel 2008, causando la morte dell'equipaggio, spinse l'USAF ad avanzare come data ultima per il raggiungimento della capacità operativa iniziale (CIO) il 2017. Poi, nella proposta di bilancio per l'anno fiscale 2013, l'USAF suggerì di ritardare la capacità operativa iniziale all'anno fiscale 2020 con l'assegnazione del contratto alla società vincitrice non prima dell'anno fiscale 2016.
In seguito, la riduzione dei budget e progetti di modernizzazione hanno spinto a far slittare all'anno fiscale 2023 o 2024 la scelta del vincitore del programma. Sebbene il programma fu completamente escluso dal budget dell'esercizio 2014, il servizio ha comunque considerato il trainer come una priorità.
In collaborazione con il proprio partner, il gruppo aerospaziale svedese Saab, Boeing presentò alla competizione il Boeing T-X, un addestratore a getto avanzato monomotore con una doppia deriva, abitacolo in tandem e carrello d'atterraggio triciclo retrattile. L'aeromobile presentato e i modelli dimostrativi erano alimentati da un motore turboventola General Electric F404 dotato di postbruciatore. 
Boeing ha presentato al pubblico il suo aereo il 13 settembre 2016, mentre il primo volo è avvenuto il 20 dicembre dello stesso anno.
Il 27 settembre 2018, il progetto di Boeing fu ufficialmente annunciato come vincitore del programma per il nuovo addestratore a getto per l'U.S. Air Force. Un totale di 351 aerei e 46 simulatori, addestramento alla manutenzione e supporto erano compresi nel programma di 9,2 miliardi di dollari.
Il velivolo di Boeing nella fase finale del programma, ha battuto sia il coreano T-50A proposto dal consorzio composto da Lockheed Martin e KAI (Korea Aerospace Industries), sia l'italiana Leonardo con il suo M-346, nell'occasione ridenominato T-100.
Nel maggio 2019, Saab ha annunciato che avrebbe aperto un impianto di produzione statunitense per il T-X nell'Indiana, in collaborazione con la Purdue University.
Il 1º luglio 2019 Boeing ha dato ufficialmente inizio al programma di test di volo riguardanti la fase EMD (Engineering Manufacturing Development) per la valutazione dei requisiti operativi dell'aereo. Il programma di prove di volo partito con i primi 2 prototipi designati T-X BTX (matricole N381TX ed N382TX) finanziati dall’azienda e costruiti durante la gara T-X, mentre i test con la versione definitiva del velivolo – finanziato dall’Air Force - verranno eseguiti nel 2020, dopo la Critical Design Review prevista entro la fine del 2019. I 2 aerei citati hanno già totalizzato 72 voli complessivi nella fase prove preliminari - l'ultimo dei quali nel dicembre 2018 - precedenti alla fase di valutazione e sviluppo EMD che rappresenta l’ultima fase di test prima dell’avvio della produzione degli apparecchi. Rispetto a tali voli, sui quali sono stati effettuate analisi approfondite fino al giugno 2019, proprio in vista dell’avvio dei test EMD, i prototipi (che Boeing preferisce designare come “piattaforme pienamente configurate”) sono stati modificati dall’azienda di St. Louis con nuovi sediolini eiettabili ACES 5 della Collins Aerospace, nonché con un nuovo sistema di generazione dell’ossigeno (OBOGS).
Il 16 settembre 2019, fu annunciato che l'aereo sarebbe stato ufficialmente nominato T-7A Red Hawk in onore dei Tuskegee Airmen e del Curtiss P-40 Warhawk.
Il 15 ottobre 2019 Boeing annunciò che il T-7A aveva superato con  successo i test di velocità a bassa quota. L'aereo ha raggiunto una velocità di 901 Km/h (487 nodi) a 150 piedi (47,5 metri) da terra.
A giugno 2020, la Boeing e l’Air Force hanno concluso ed approvato, dopo circa 18 mesi di lavoro, le Critical Design Review (CDR) riguardanti la finalizzazione delle caratteristiche strutturali dell’aereo e degli annessi sottosistemi. Il consolidamento del design del velivolo è avvenuto dopo l’abituale analisi, prevista da ogni CDR, sulle capacità della piattaforma (aereo + sistemi) di rispondere alle avanzate esigenze addestrative degli equipaggi destinati ai velivoli di quarta e quinta generazione (F-22 ed F-35 inclusi). Nello specifico, l’analisi si è incentrata sul nuovo sistema di eiezione, sull’integrazione tra il motore GE-F404 e la propulsione desiderata e sul posizionamento e le caratteristiche dei piloni subalari.
Il 23 febbraio 2021, Boeing avviò la produzione presso lo stabilimento di Saint Louis nel Missouri, dove il 90% della fusoliera anteriore era già completa ed in attesa delle restanti parti dell’aereo dal suo partner Saab che includevano software, strumentazione di lavoro e parte della struttura del jet, che sarebbero arrivate in circa un mese. Questo primo velivolo dovrebbe andare in volo prima della fine del 2021, o all’inizio del 2022, con inizio delle consegne previsto per il 2023 presso la Joint Base San Antonio-Randolph, in Texas, e capacità operativa iniziale prevista per il 2024.
Il primo T-7A di serie è uscito dalla linea di produzione presso lo stabilimento di Boeing Defence, Space & Security dell’aeroporto internazionale di Lambert, il 28 aprile 2022.

## Versioni
- T-7A - Versione iniziale, addestratore avanzato per l'USAF

## Utilizzatori
Stati Uniti
- USAF

351 T-7A ordinati a settembre 2018 con un contratto da 9,2 miliardi che prevede la consegna anche di 46 simulatori e attrezzature di terra associate, con primi velivoli che dovrebbero essere consegnati nel 2023.